# Консертгебау
Консе́ртґебау (нід. Concertgebouw, МФА: [kɔnˈsɛrtxəˌbʌu], Консертхебав) — концертна зала в столиці Нідерландів місті Амстердам; значний культурний осередок і одна з найвідоміших споруд міста.
Назва з нідерландської перекладається дослівно — «концертна зала».
Заклад розташований в середмісті за адресою: Concertgebouwplein 10 1071 LN Amsterdam.

## Опис будівлі

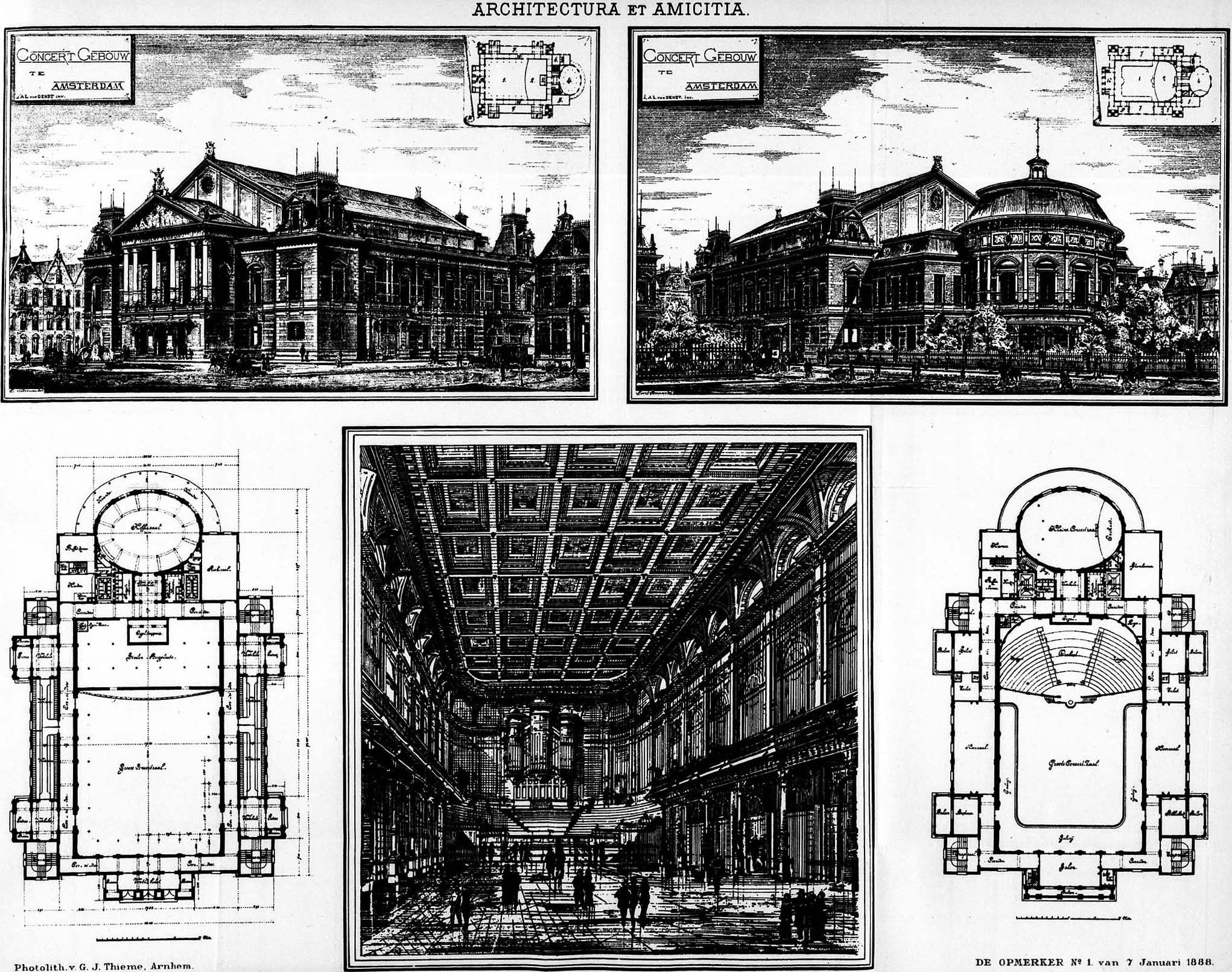
Архітекторські креслення будівлі (1888)

Архітектори схиляються до думки, що при ретельному дослідженні, амстердамський Консертгебау по суті є практично реплікою лейпцизького Гевандгауса (другого), побудованого ще 1781 року. Адже форма зали (щоправда, вдвічі більшої), сцена в оточенні глядацьких місць, здійняття сцени у вигляді амфітеатру, її акустична лінза, кесони стелі і параболічні ніші віконниць другого яруса є дуже подібними на такі ж у Гевандгаусі.
Велика зала Консертгебау вміщає 2037 слухачів, мала зала розрахована на 478 місць. Велика зала має деякі проблеми з акустикою в ряді зон — біля галерей та в їхніх закутках, однак завдяки розподіленню звуку, зумовленому об'ємами зали і співвідношенням поглинання та розсіювання, зала є доволі комфортною для прослуховування романтичної музики.
На балконах великої зали Консертгебау викарбувані імена 45 композиторів, з-поміж яких 12 голландських авторів (починаючи від Орландо ді Лассо) та видатні творці музики інших країн — від Штрауса, Дебюссі, Дворжака та Шопена до Чайковського та Стравінського.

## Історія

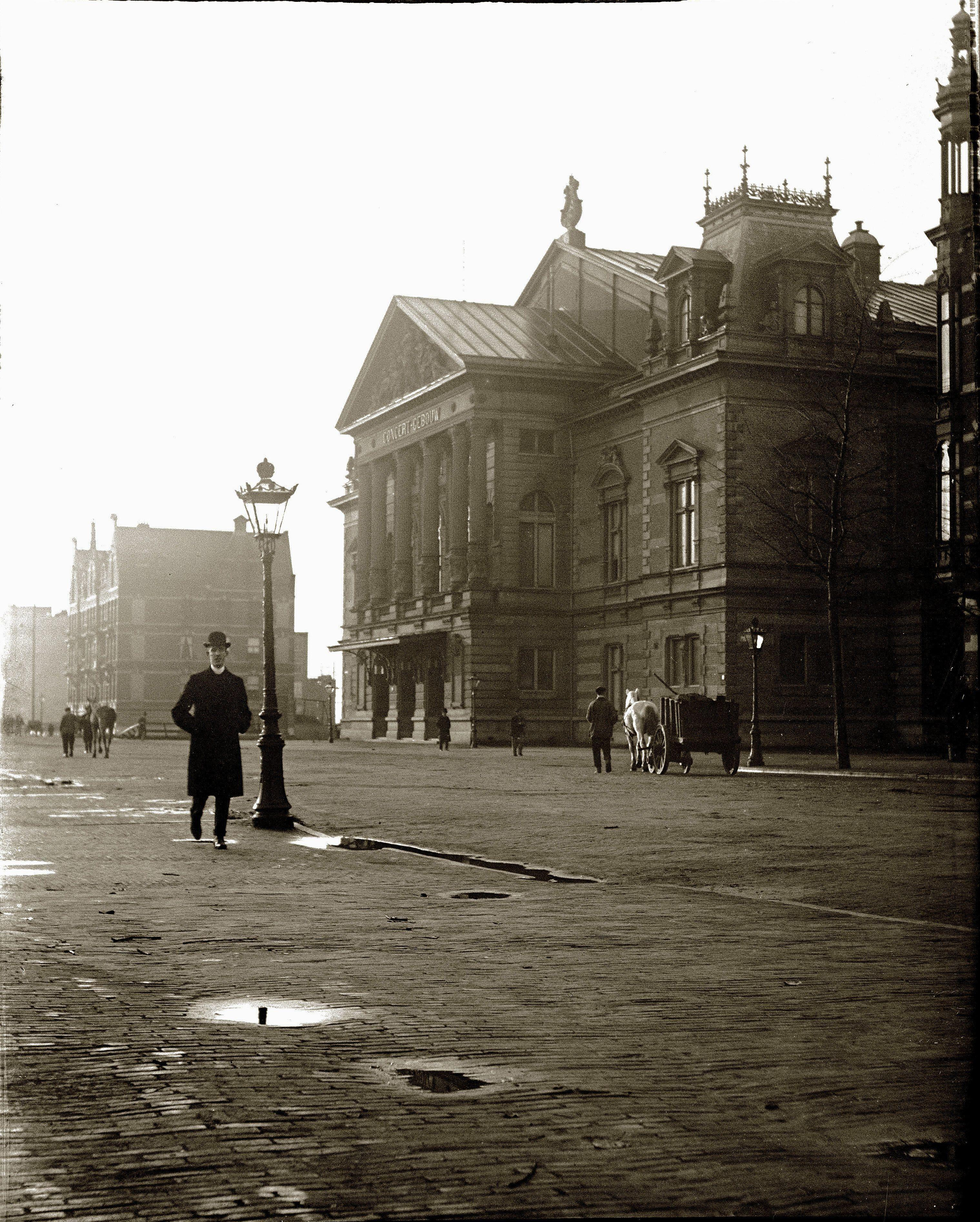
Консертгебау в 1902 році

Консертгебау був закладений 6-ма нащадками засновників Нью-Йорка, які в 1883 році придбали ділянку землі — власне пасовище, розташоване перед Рейксмузеєм, що в той час тільки будувався. Ця будівля задумувалась як центр майбутнього району Амстердама, який мали звести на цьому місці.
Будівельні роботи тривали 5 років — у період 1883—88 років за проектом нідерландського архітектора Адольфа Леонарда ван Гендта. Офіційне відкриття концертної зали відбулося 11 квітня 1888 року — на сцені Консертгебау давали концерт, складений з творів Баха, Генделя, Бетховена та Вагнера.
Через півроку в Консертгебау дебютував однойменний оркестр, для якого концертна зала стала постійною домівкою.

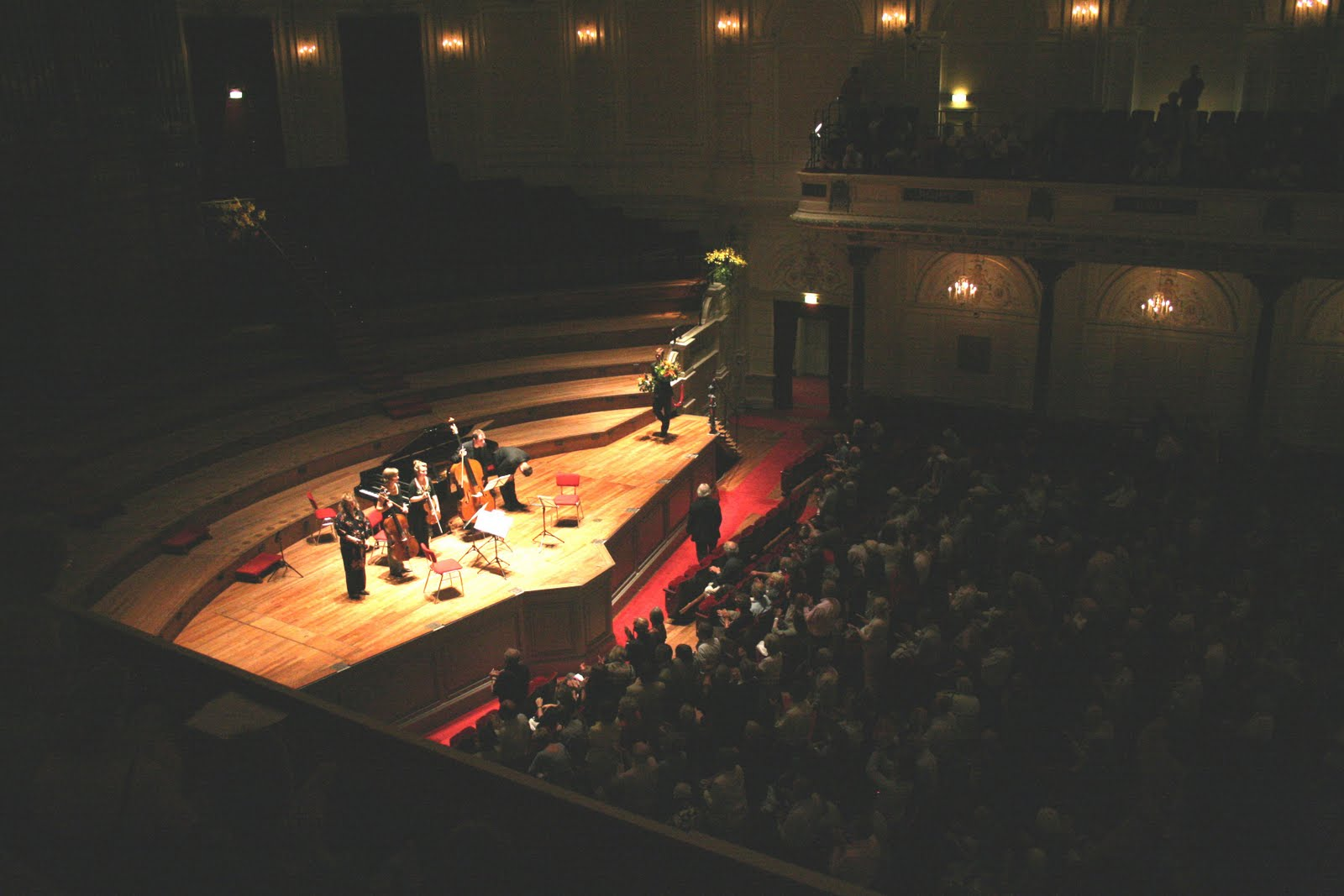
Під час концерту в Консертгебау, липень 2010

Попри те, що за задумом будівничих Консертгебау був побудований з урахуванням вологості ґрунтів — його звели на 2 186 дерев'яних палях, це однак не гарантувало непросідання споруди. Відтак, аби протистояти непевному ґрунту, будівлю концертної зали декілька разів ретельно реконструювали і реставрували. Востаннє відновлювальні роботи проводились у 1980 і 1990 роках. Прикметно, що докорінних змін у первинному плануванні будівлі під час подальших реставрацій ніколи не було допущено.
За час свого існування амстердамський Консертгебау став одним з найпопулярніших і найвідвідуваніших концертних майданчиків світу — тут виступали перші зірки, національні і світові, найрізніших видів виконавського мистецтва — від віртуозів класичної музики до представників неформальних відгалужень сучасної мас-культури.